# ایلزه گایسلر
ایلزه گایسلر (آلمانی: Ilse Geisler؛ زادهٔ ۱۰ ژانویهٔ ۱۹۴۱) لژسوار اهل آلمان بود.